# طابور خامس
الطابور الخامس أو الرَّتَل الخامس (بالإنجليزية: Fifth column)‏ مصطلح متداول في أدبيات العلوم السياسية والاجتماعية نشأ أثناء الحرب الأهلية الأسبانية التي نشبت عام 1936 واستمرت ثلاث سنوات وأول من أطلق هذا التعبير هو الجنرال إميليو مولا أحد قادة القوات الوطنية الزاحفة على مدريد وكانت تتكون من أربعة طوابير من الثوار فقال حينها إن هناك طابورًا خامسًا يعمل مع الوطنيين لجيش الجنرال فرانكو ضد الحكومة الجمهورية التي كانت ذات ميول ماركسية يسارية من داخل مدريد ويقصد به مؤيدي فرانكو من الشعب، وبعدها ترسخ هذا المعنى في الاعتماد على الجواسيس في الحرب الباردة بين المعسكرين الاشتراكي والرأسمالي.

## نبذة
يصف مصطلح الطابور الخامس مجموعة من الناس تعمل غالبًا على محاولة محاصرة المدينة من الداخل، وتكون إما في صالح جماعة العدو أو في الدولة. أنشطة الطابور الخامس قد تكون علنيةً أو سريةً. وفي بعض الأحيان تقوم هذه القوات السرية بمحاولة حشد الناس علنًا لمساعدة هجوم خارجي. ويمتد هذا المصطلح أيضًا إلى الأنشطة التي ينظمها الأفراد العسكريين. ويمكن لأنشطة الطابور الخامس السرية أن تنطوي على أعمال تخريب وتضليل وتجسس يُنفذها مؤيدوا القوة الخارجية ضمن خطوط الدفاع بكل سرية.

## أصل الكلمة
تعبير الطابور الخامس هو ترجمة مصطلح مأخوذ من الإسبانية القشتالية (وهو quinta columna) يُنسَب إلى اللواء إيميليو مولا، الذي كان القائد العام لجيش الشمال إبان الحرب الأهلية الإسبانية. وبحسب المؤرخ الإنجليزي هيو توماس، أثناء مؤتمر صحفي مع صحفيين أجانب، سُئل اللواء أي الطوابير الأربعة التي يتكوّن منها جيشه سيفتح مدريد؛ عندئذٍ رد اللواء مولا قائلًا أن هذه ستكون مهمة الطابور الخامس (quinta columna)، في إشارة ضمنية إلى الجماعات الفرانكية الموالية للملكية التي كانت تعمل في الخفاء داخل مدريد. ويؤكد توماس أن هذه الكلمات «غير المتحفّظة» كانت ذريعة لسلسلة طويلة من عمليات القتل في العاصمة. وفي رواية أخرى، أن اللواء مولا قال خلال برنامج إذاعي في عام 1936: «لدينا أربعة طوابير تتقدم باتجاه مدريد، أما الطابور الخامس فسوف يتحرك في الوقت المناسب». وسرعان ما شاع هذا التعبير بين الصحفيين، ونُقل إلى اللغات الأوروبية الأخرى بمعنى الطابور الخامس في كل لغة.

## استخدامات المصطلح اللاحقة
الكوريون الشماليون الذين يعيشون في اليابان، لا سيما أولئك التابعون لمنظمة كونجراين (التابعة لحكومة كوريا الشمالية) يعتبرها بعض اليابانيين طابورًا خامسًا، وكثيرًا ما يُستخدم هذا المصطلح في وسائل الإعلام الروسية خلال عام 2014 لوصف الأحداث الناتجة عن اضطرابات مؤيدي روسيا في أوكرانيا.